# IC 3177
IC 3177 је ознака објекта на координатама са ректансцензијом 12h 20m 36,0s и деклинацијом + 14° 7" 42'. Открио га је Ројал Харвуд Фрост, 7. маја 1904. Каснијим посматрањима на том положају није уочен никакав астрономски објекат.